# Ariel Muñoz
Ariel Alejandro Muñoz (Villa Mercedes, provincia de San Luis, Argentina, 16 de septiembre de 1992) es un futbolista argentino. Juega de mediocampista y su equipo actual es Independiente de la Primera División de Argentina.

## Trayectoria
Ariel Muñoz nació en la ciudad de Villa Mercedes (provincia de San Luis). Surgió de las divisiones inferiores de Independiente. Integra el plantel de primera división del club desde el año 2010, donde todavía no debutó oficialmente.

## Clubes
| Club                        | País      | Año           |
| --------------------------- | --------- | ------------- |
| Club Atlético Independiente | Argentina | 2010-presente |